# Lobocleta
Lobocleta is een geslacht van vlinders van de familie spanners (Geometridae), uit de onderfamilie Sterrhinae.

## Soorten
- L. borunta Schaus, 1901
- L. cocaria Schaus, 1901
- L. consumtata Möschler, 1881
- L. costalis Dyar, 1910
- L. cymiphora Hampson, 1904
- L. dativaria Schaus, 1940
- L. fara Kirby, 1894
- L. figurinata Guenée, 1858
- L. flavistigma Warren, 1906
- L. flexicosta Warren, 1900
- L. germana Warren, 1900
- L. gibbosa Warren, 1900
- L. granitaria Packard, 1871
- L. griseata Cassino, 1931
- L. griseolimbata Prout, 1922
- L. helena Cassino, 1931
- L. incarnata Dognin, 1902
- L. indecora Warren, 1900
- L. inermaria Guenée, 1858
- L. isocyma Prout, 1932
- L. jamaicensis Warren, 1897
- L. lacteola Lintner, 1878
- L. lanceolata Hulst, 1896
- L. malepicta Warren, 1905
- L. malvina Schaus, 1901
- L. marceata Cassino, 1931
- L. maricaria Schaus, 1940
- L. martinicensis Herbulot, 1985
- L. minuscula Thierry-Mieg, 1892
- L. monogrammata Guenée, 1858
- L. moricaria Dyar, 1923
- L. muscilineata Dognin, 1906
- L. mutuataria Möschler, 1890
- L. nataria Walker, 1866
- L. nelata Guenée, 1858
- L. nymphidiata Guenée, 1858
- L. obfusaria Walker, 1861

- L. obliquaria Warren, 1900
- L. offendata Möschler, 1890
- L. oretilia Druce, 1893
- L. ossularia Hübner & Geyer, 1837
- L. ostentaria Walker, 1861
- L. panerema Dyar, 1916
- L. pedissequa Warren, 1900
- L. peralbata Packard, 1873
- L. perditaria Walker, 1866
- L. perirrorata Packard, 1873
- L. plemyraria Guenée, 1858
- L. porphyrinata Walker, 1863
- L. proutaria Jones, 1921
- L. quaesitata Hulst, 1880
- L. retractaria Walker, 1861
- L. sencilla Dognin, 1901
- L. spoliataria Guenée, 1858
- L. subcincta Dognin, 1901
- L. tacturata Walker, 1861
- L. taeniolata Warren, 1904
- L. tenellata Möschler, 1886
- L. triangularis Warren, 1897
- L. tricuspida Herbulot, 1985
- L. trichroa Prout, 1918
- L. unigravis Prout, 1920
- L. xenosceles Prout, 1920